# 小凤头燕鸥
小凤头燕鸥（学名：Thalasseus bengalensis）为鸥科凤头燕鸥属的鸟类。在中国大陆，分布于广东等地。该物种的模式产地在印度。其种加词“bengalensis ”意为“孟加拉的”。

## 亚种

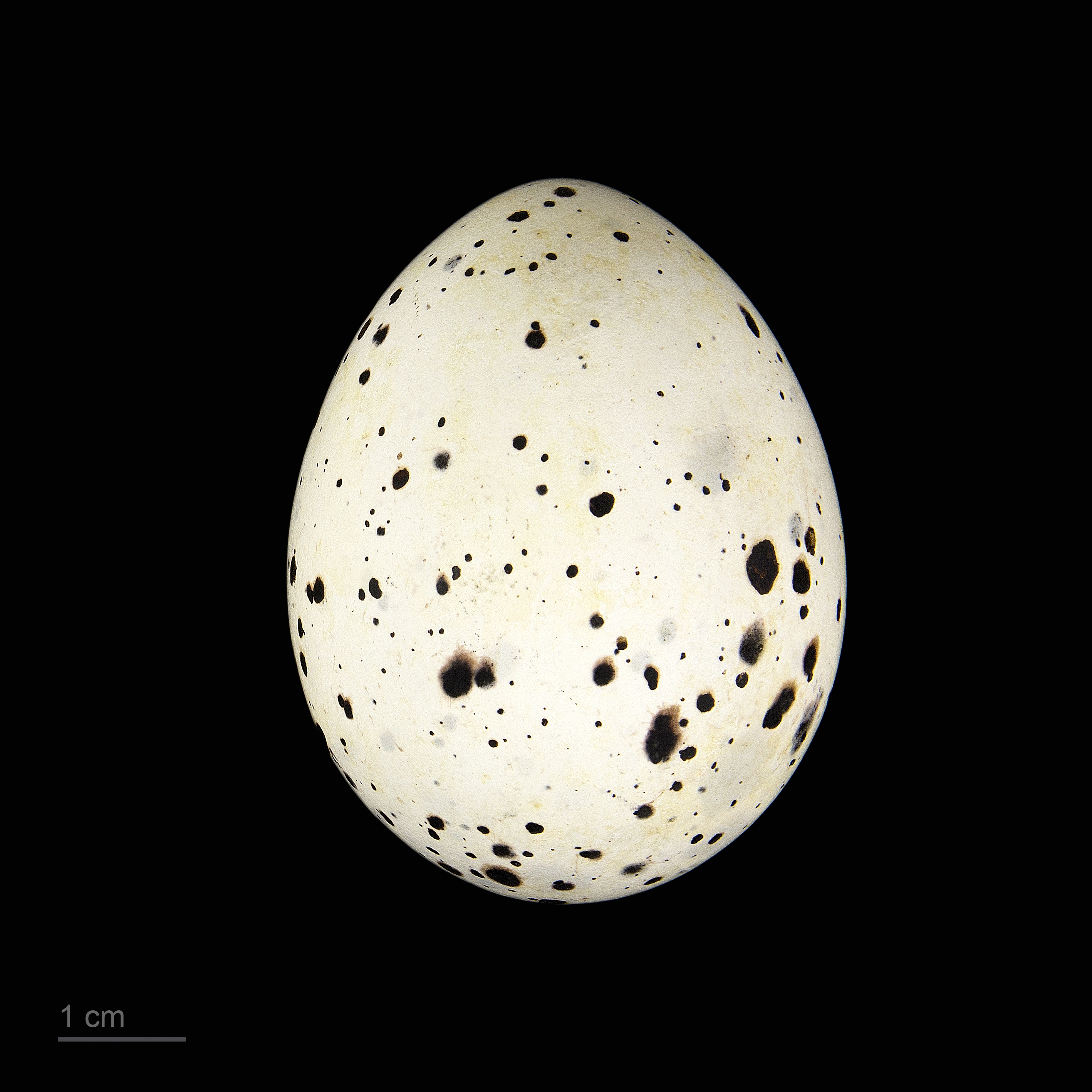
卵 Thalasseus bengalensis

- 小凤头燕鸥指名亚种 Thalasseus bengalensis subsp. bengalensis